# Cyamodontoidea
Cyamodontoidea è una superfamiglia estinta di rettili marini placodonti vissuti nel Triassico. È uno dei due principali gruppi di Placodontia, l'altro è Placodontoidea. I cyamodontoidi si distinguono dai placodontoidi per le loro grandi corazze, formate da placche ossee fuse chiamate osteodermi e che assomigliano superficialmente ai gusci delle tartarughe. I cyamodontoidi hanno anche crani distintivi con mascelle strette, spesso sdentate e ampie regioni temporali dietro gli occhi. Due grandi aperture temporali sono posizionate nella parte superiore del retro del cranio, una caratteristica nota come condizione euryapsida e osservata in tutti i sauropterygii, il gruppo di rettili marini a cui appartengono i placodonti. I cyamodontoidi si distinguono anche per i grandi denti schiaccianti, che crescono dalle ossa palatine sul tetto della bocca.

## Descrizione

### Carapace
Il carapace dei cyamodontoidi differiscono da quelli delle tartarughe in diversi modi. Il carapace delle tartarughe è fuso con il loro scheletro in varie regioni, tra cui vertebre, costole, gastralia (costole del ventre) e guaine pettorali, mentre il carapace dei cyamodontoidi, benché formati anch'essi da elementi ossei, non si fondono con lo scheletro. Il carapace delle tartarughe è composto da due strati di osteodermi, mentre il carapace dei cyamodontoidi sono formati da un solo strato. I cyamodontoidi hanno in genere più osteodermi che formano i loro carapaci e il piastrone (corazza che ricopre il ventre) rispetto alle tartarughe, e gli osteodermi hanno forme meno definite rispetto agli scudi geometrici delle tartarughe.

## Studi
La divisione dei placodonti in due gruppi fu proposta per la prima volta nel 1863 dal paleontologo tedesco Christian Erich Hermann von Meyer, che nominò Macrocephali ("grandi teschi") e Platycephali ("teschi piatti"). I Macrocephali sarebbe in seguito divenuti i Placodontoidea, e Platycephali sarebbe divenuti in seguito i Cyamodontoidea. Non erano noti scheletri completi di placodonti al momento della classificazione proposta da von Meyer, e i grandi carapaci dei cyamodontoidi erano ancora sconosciuti.